# Отто Бухер
Отто Бухер (1901 — ) — швейцарський академічний веслувальник.
Срібний призер Олімпійських Ігор 1928 року в складі розпашної четвірки зі стерновим.